# Březnice, Zlín
Březnice là một làng thuộc huyện Zlín, vùng Zlínský, Cộng hòa Séc.